# Peter Brouwer
Peter Brouwer (27 april 1964) is een Nederlands voormalig voetballer die uitkwam voor Go Ahead Eagles. Hij speelde als aanvaller.